# بولينا كوزنتسوفا
بولينا كوزنتسوفا (الروسية: Кузнецова, Полина Викторовна) مواليد 10 يونيو 1987 في قيرغيزستان، هي لاعبة كرة يد روسية تلعب كجناح أيسر. مثلت منتخب روسيا لكرة اليد للسيدات. شاركت في دورة الألعاب الأولمبية الصيفية سنة 2016.

## سجل المنافسة
شاركت في البطولات التالية:
- الألعاب الأولمبية الصيفية 2016
- بطولة العالم لكرة اليد للسيدات 2011
- بطولة العالم لكرة اليد للسيدات 2015
- بطولة أوروبا لكرة اليد للسيدات 2012
- بطولة أوروبا لكرة اليد للسيدات 2014

## الميداليات
| الميدالية | المسابقة                            |
| --------- | ----------------------------------- |
| ذهبية     | الألعاب الأولمبية الصيفية 2016      |
| ذهبية     | بطولة العالم لكرة اليد للسيدات 2005 |
| ذهبية     | بطولة العالم لكرة اليد للسيدات 2007 |
| فضية      | بطولة أوروبا لكرة اليد للسيدات 2006 |

## روابط خارجية
- بولينا كوزنتسوفا على موقع الاتحاد الأوروبي لكرة اليد (الإنجليزية)
- بولينا كوزنتسوفا على موقع أوليمبيديا (الإنجليزية)